# Borger (Texas)
Borger és una població dels Estats Units a l'estat de Texas. Segons el cens del 2000 tenia 14.302 habitants.

## Demografia
Segons el cens del 2000, Borger tenia 14.302 habitants, 5.591 habitatges, i 3.997 famílies. La densitat de població era de 632,5 habitants/km².
Dels 5.591 habitatges en un 34,9% hi vivien nens de menys de 18 anys, en un 57,9% hi vivien parelles casades, en un 10% dones solteres, i en un 28,5% no eren unitats familiars. En el 26,5% dels habitatges hi vivien persones soles el 13,2% de les quals corresponia a persones de 65 anys o més que vivien soles. El nombre mitjà de persones vivint en cada habitatge era de 2,52 i el nombre mitjà de persones que vivien en cada família era de 3,204.
Per edats la població es repartia de la següent manera: un 27,8% tenia menys de 18 anys, un 9,8% entre 18 i 24, un 25,4% entre 25 i 44, un 20,9% de 45 a 60 i un 16,1% 65 anys o més.
L'edat mediana era de 36 anys. Per cada 100 dones de 18 o més anys hi havia 91,2 homes.
La renda mediana per habitatge era de 34.653 $ i la renda mediana per família de 40.417 $. Els homes tenien una renda mediana de 39.207 $ mentre que les dones 19.654 $. La renda per capita de la població era de 16.869 $. Aproximadament el 9,7% de les famílies i el 12% de la població estaven per davall del llindar de pobresa.

## Poblacions més properes
El següent diagrama mostra les poblacions més properes.